# Faa'a
Faa'a é uma comuna da Polinésia Francesa, nas Ilhas de Barlavento, arquipélago da Sociedade. Estende-se por uma área de 34 km², com 29.851 habitantes, segundo os censos de 2007, com uma densidade de 878 hab/km². É a cidade mais populosa da Polinésia Francesa. Foi em Faa'a onde houve o desembarque do Capitão James Cook na ilha de Taiti.

## História
Os primeiros colonizadores de Faa'a vieram em canoas procedentes da Ásia no ano de 700, assim como a maioria dos povos polinésios. Os colonos que chegaram fizeram pequenas casas de madeira e folhagem. Os habitantes viviam de pesca. A população era pequena, de 400 pessoas. Na agricultura plantavam fruta-pão e banana. Depois de muito tempo, já em 1300, é que a vila conseguiu chegar aos 1000 habitantes. Muitos dos colonos também povoaram a ilha de Moorea e vales próximos ao Monte Orohena, alguns deles para fugir do efeito das marés e de ciclones. Os colonos europeus chegaram durante o ano de 1769, com a expedição de James Cook, em sua primeira viagem. Ele veio pela primeira vez para Moorea, mas depois partiu para o Taiti. Charles Darwin também fez uma expedição ao Tahiti. Durante o final de 1800, Faaa tinha uma população de 2.000 habitantes. Alguns dos moradores foram para a Califórnia, na época da corrida do ouro para procurar uma nova vida. Faa'a era parte do Reino de Tahiti até a anexação em 1880. Hoje a cidade de Faa'a é uma das mais importantes de toda a Polinésia Francesa. É nesta comuna que está localizado o Aeroporto Internacional de Faa'a, que serve a ilha de Taiti

## Transporte
O Aeroporto Internacional de Faa'a é a ligação mais importante de toda a Polinésia. Deste aeroporto saem voos para os Estados Unidos, Ilha de Páscoa, Nova Zelândia, França e também para as ligações internas entre as outras comunas polinésias e a capital Papeete, cidade vizinha. A companhia aérea Air Tahiti Nui tem sua base em Faa'a. No transporte rodoviário, há várias rodovias que atravessam a cidade, a maioria saindo da capital Papeete. A RT1 sai de Papeete em direção a Taravao. A RT5 liga Papeete a Punaauia, contornando a cidade. A RT12 liga o aeroporto a RT5. A Rota das Encostas é um novo projeto, que vai contornar a cidade de Faa'a, evitando o trânsito urbano e que deve estar pronta em 2015. No Porto de Faa'a há um sistema de balsas com destino a Moorea (3 vezes por dia) e Bora-Bora (1 vez por semana).

## Economia
A economia de Faa'a é baseada no turismo. Também há alguns pequenos mercados que vendem bananas e outras frutas. Há também um pequeno parque industrial. Fazendas pode ser encontrado nas montanhas de Faaa. Nessas fazendas são plantadas as flores típicas, que normalmente são dadas aos turistas quando chegam ao aeroporto.

## Clima
O Clima da cidade é tropical . É dividida em duas estações: de novembro a abril, quando ocorre a estação das chuvas; de maio a outubro, quando ocorre a estação seca. Ciclones já atingiram a cidade 10 vezes. A temperatura média é de 23 °C, porém já chegou-se a ter temperaturas de 42 °C (em 1997) e de -1 °C (no inverno de 2003)

## Toponímia
O antigo nome usado para nomear o distrito era Tefana (te fana = o arco) ou Tetaha (te taha = a costa (da montanha)). Faa'a significa o "vale do fogo" (faa = vale, 'a = incandescente).
Faaa é o nome oficial da comuna em francês.
Em 2008, a ortografia utilizada era Faa'a, com a Oclusiva glotal sendo representado pelo símbolo ʻOkina. Há duas grafias:
- a grafia Raapoto, não usa ʻOkina e nem Mácron - Faaa[4].
- a grafia da Academia Taitiana de Letras, que usa ʻOkina para marcar a oclusiva glotal e Mácron para a vogal alongada - Fa'a'ā[5].

## Esportes
Em Faa'a se localiza o Estádio Louis Ganivet, onde joga o AS Tefana, que já foi campeão taitiano de futebol.

## Sítios Arqueológicos
Na região de Saint-Hilaire, existem quatro marae: Tefana i Ahurai a tama, Raitua, Tea Pata e Taumata. Em Tataa, no terreno do Hotel Beachcomber, havia um sítio funerário ("fare tupapau"). Em Puurai existe um lugar onde se pratica a medicina tradicional (Tahua)..

## Política
Atualmente o prefeito é Oscar Temaru, fundador do partido Tavini Huiraatira, pró-independência. Oscar Temaru também é o presidente da Polinésia Francesa. Em Faa'a também há uma delegacia (Fa'a'ā Nu'utānia), a maior penitenciária da Polinésia.

## Educação
Em Faa'a se localiza a Universidade da Polinésia Francesa, com mais de 2000 alunos.

## Demografia
Evolução demográfica
| 1962                                         | 1971  | 1977  | 1983  | 1988  | 1996  | 2002  | 2007  |
| -------------------------------------------- | ----- | ----- | ----- | ----- | ----- | ----- | ----- |
| 6000*                                        | 11442 | 16950 | 21927 | 24048 | 25888 | 28182 | 29851 |
| Sources ISPF, Mairie de Faa’a * : estimation |       |       |       |       |       |       |       |

A cidade de Faa'a é a maior cidade da Polinésia Francesa, maior do que a capital, Papeete. 

## Monumentos
- Esculturas de Fare Collier[10]
- A cachoeira de Fautau’a (Monte Marau)[10]

## Cidades Irmãs
- Japão Fujimi, Saitama[11].